# Bussy-lès-Poix
Bussy-lès-Poix és un municipi francès situat al departament del Somme i a la regió dels Alts de França. L'any 2007 tenia 90 habitants.

## Demografia

### Població

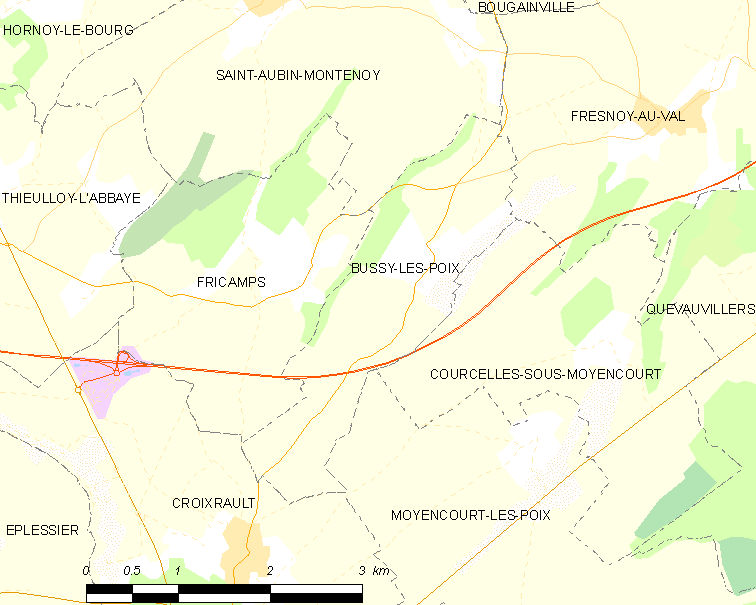

El 2007 la població de fet de Bussy-lès-Poix era de 90 persones. Hi havia 28 famílies de les quals 8 eren unipersonals (8 dones vivint soles i 8 dones vivint soles), 8 parelles sense fills i 12 parelles amb fills.
La població ha evolucionat segons el següent gràfic:
Habitants censats

### Habitatges

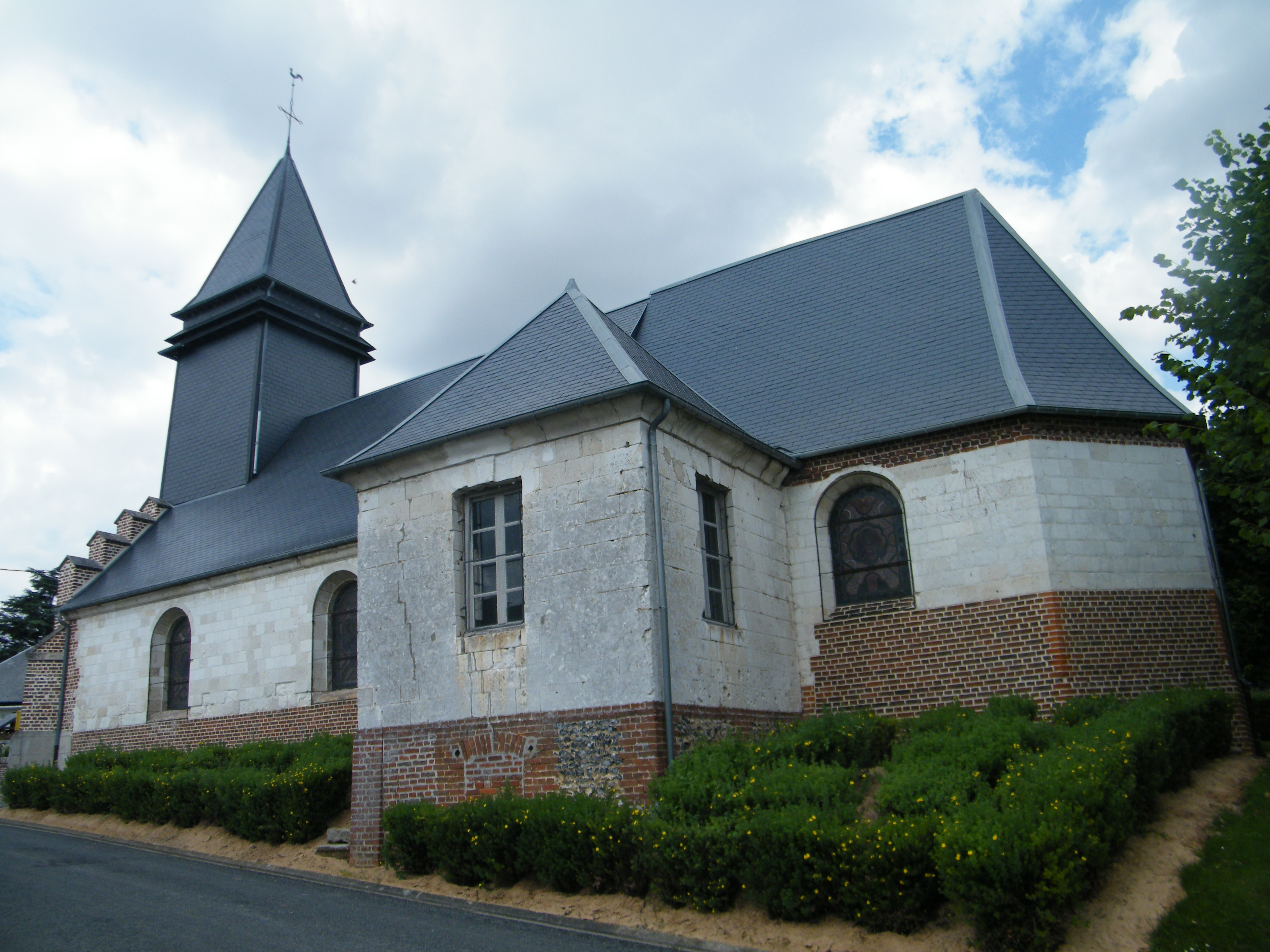

El 2007 hi havia 38 habitatges, 32 eren l'habitatge principal de la família, 5 eren segones residències i 1 estava desocupat. Tots els 37 habitatges eren cases. Dels 32 habitatges principals, 25 estaven ocupats pels seus propietaris i 7 estaven llogats i ocupats pels llogaters; 1 tenia dues cambres, 2 en tenien tres, 8 en tenien quatre i 22 en tenien cinc o més. 29 habitatges disposaven pel capbaix d'una plaça de pàrquing. A 14 habitatges hi havia un automòbil i a 17 n'hi havia dos o més.

### Piràmide de població

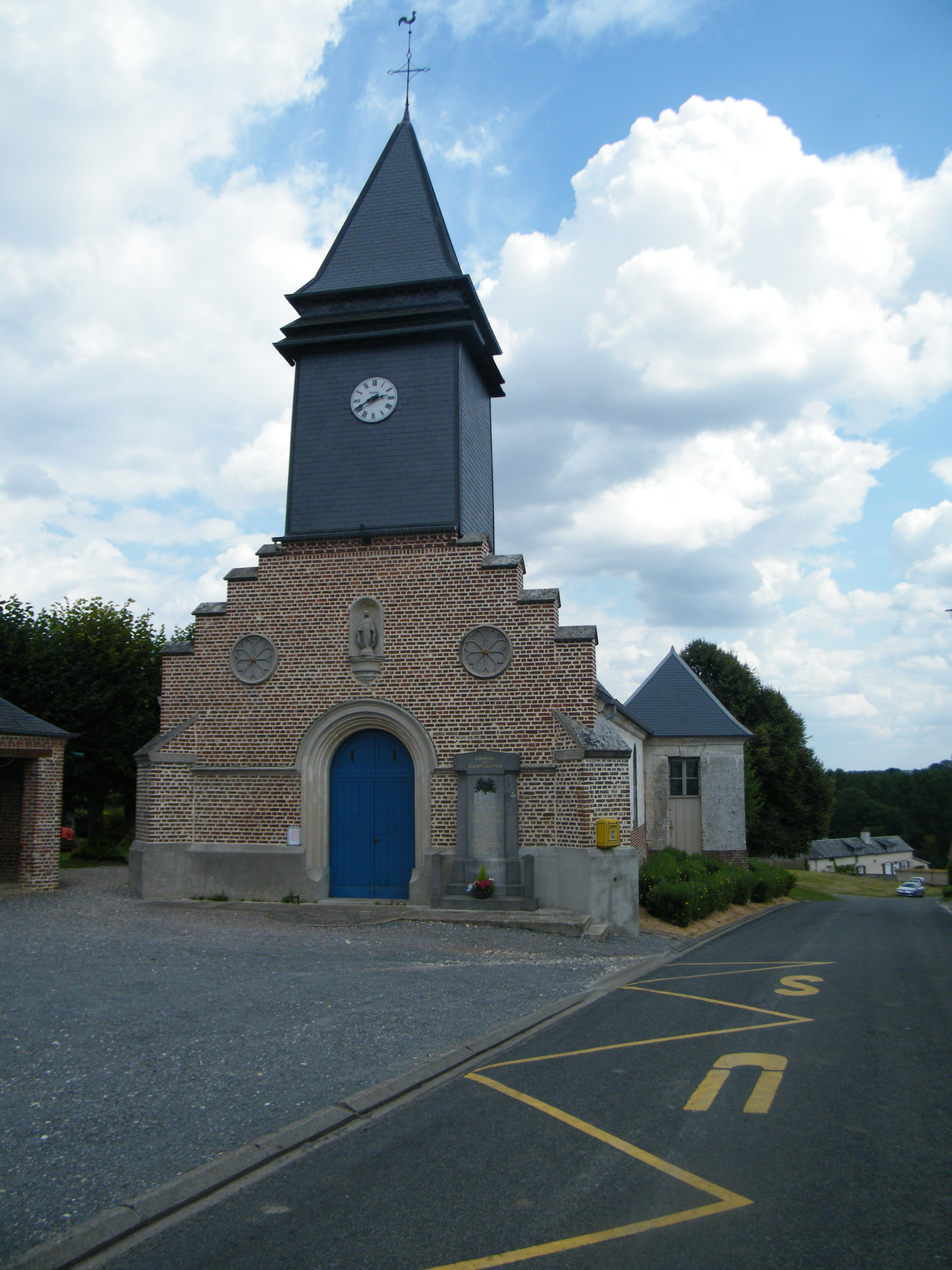

La piràmide de població per edats i sexe el 2009 era:
| Homes | Edats   | Dones |
| ----- | ------- | ----- |
| 0     | 95 o +  | 0     |
| 0     | 90 a 94 | 0     |
| 0     | 85 a 89 | 0     |
| 4     | 80 a 84 | 8     |
| 0     | 75 a 79 | 0     |
| 0     | 70 a 74 | 0     |
| 0     | 65 a 69 | 0     |
| 4     | 60 a 64 | 4     |
| 0     | 55 a 59 | 0     |
| 0     | 50 a 54 | 4     |
| 4     | 45 a 49 | 4     |
| 4     | 40 a 44 | 4     |
| 4     | 35 a 39 | 0     |
| 0     | 30 a 34 | 4     |
| 8     | 25 a 29 | 4     |
| 8     | 20 a 24 | 4     |
| 0     | 15 a 19 | 0     |
| 4     | 10 a 14 | 4     |
| 0     | 5 a 9   | 4     |
| 0     | 0 a 4   | 8     |

## Economia

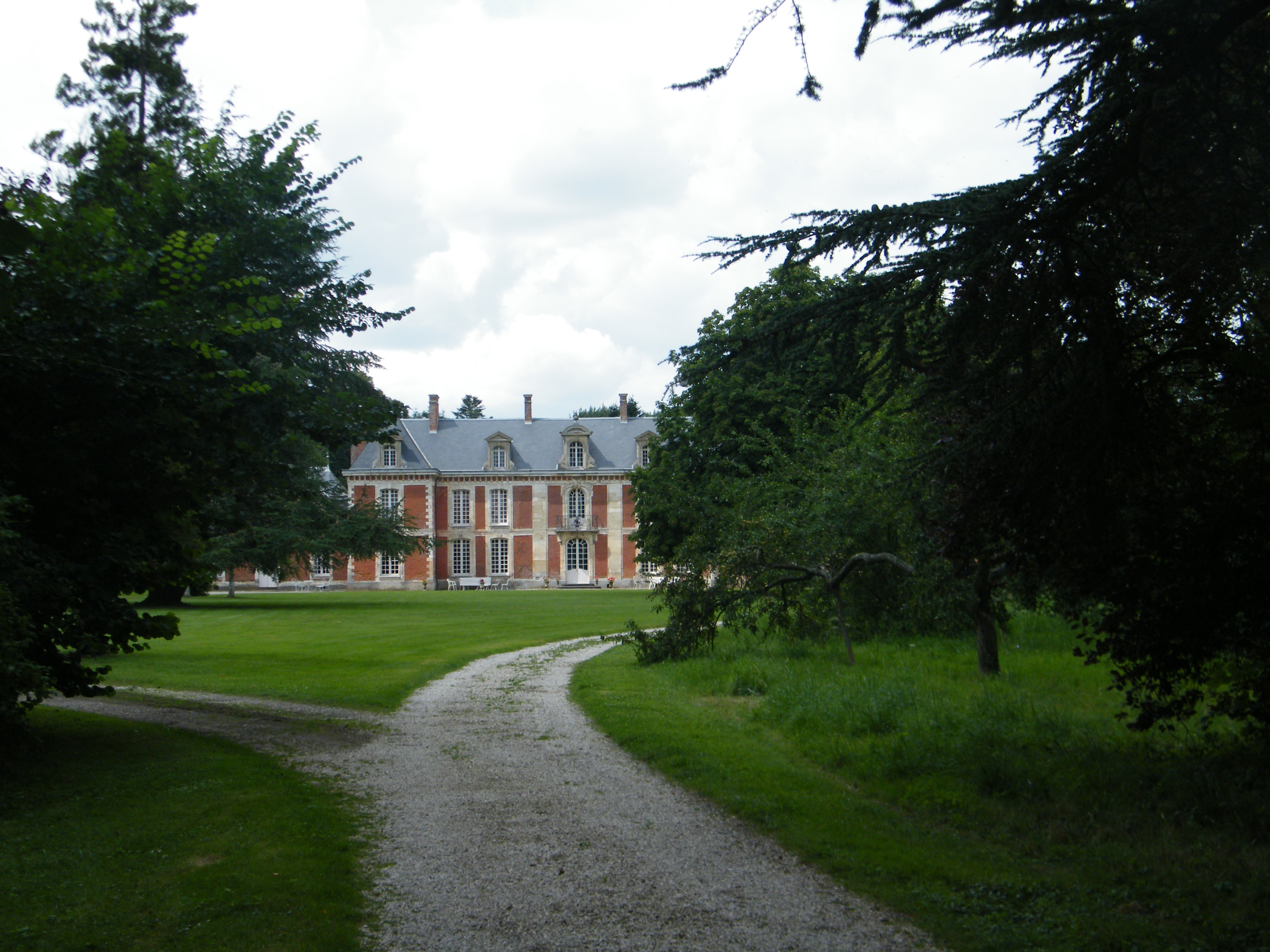

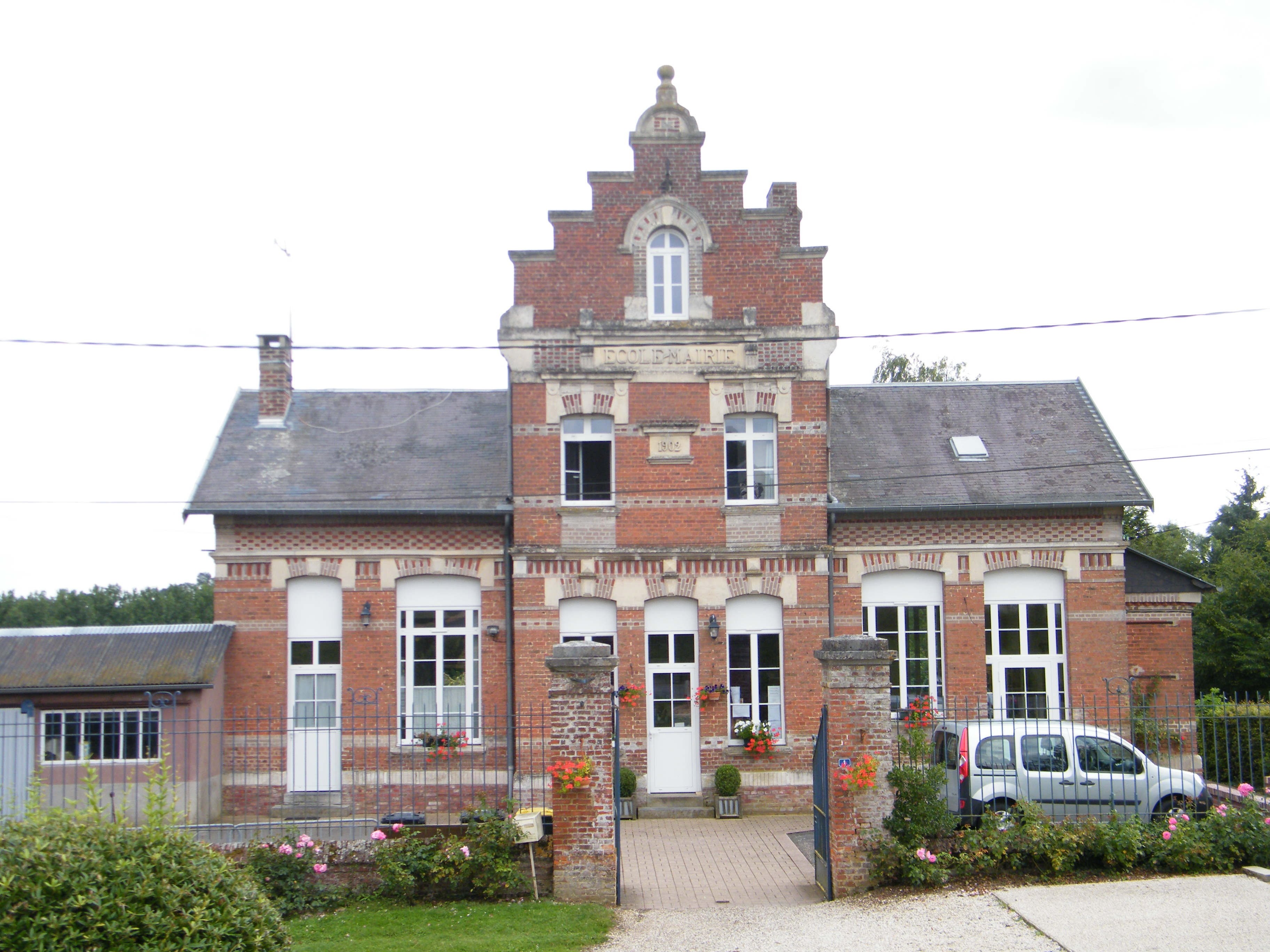

El 2007 la població en edat de treballar era de 55 persones, 40 eren actives i 15 eren inactives. De les 40 persones actives 37 estaven ocupades (20 homes i 17 dones) i 3 estaven aturades (1 home i 2 dones). De les 15 persones inactives 6 estaven jubilades, 1 estava estudiant i 8 estaven classificades com a «altres inactius».
Activitats econòmiques
Dels 2 establiments que hi havia el 2007, 1 era d'una empresa de construcció i 1 d'una empresa classificada com a «altres activitats de serveis».
L'únic servei als particulars que hi havia el 2009 era un electricista.
L'any 2000 a Bussy-lès-Poix hi havia 3 explotacions agrícoles.

## Poblacions més properes

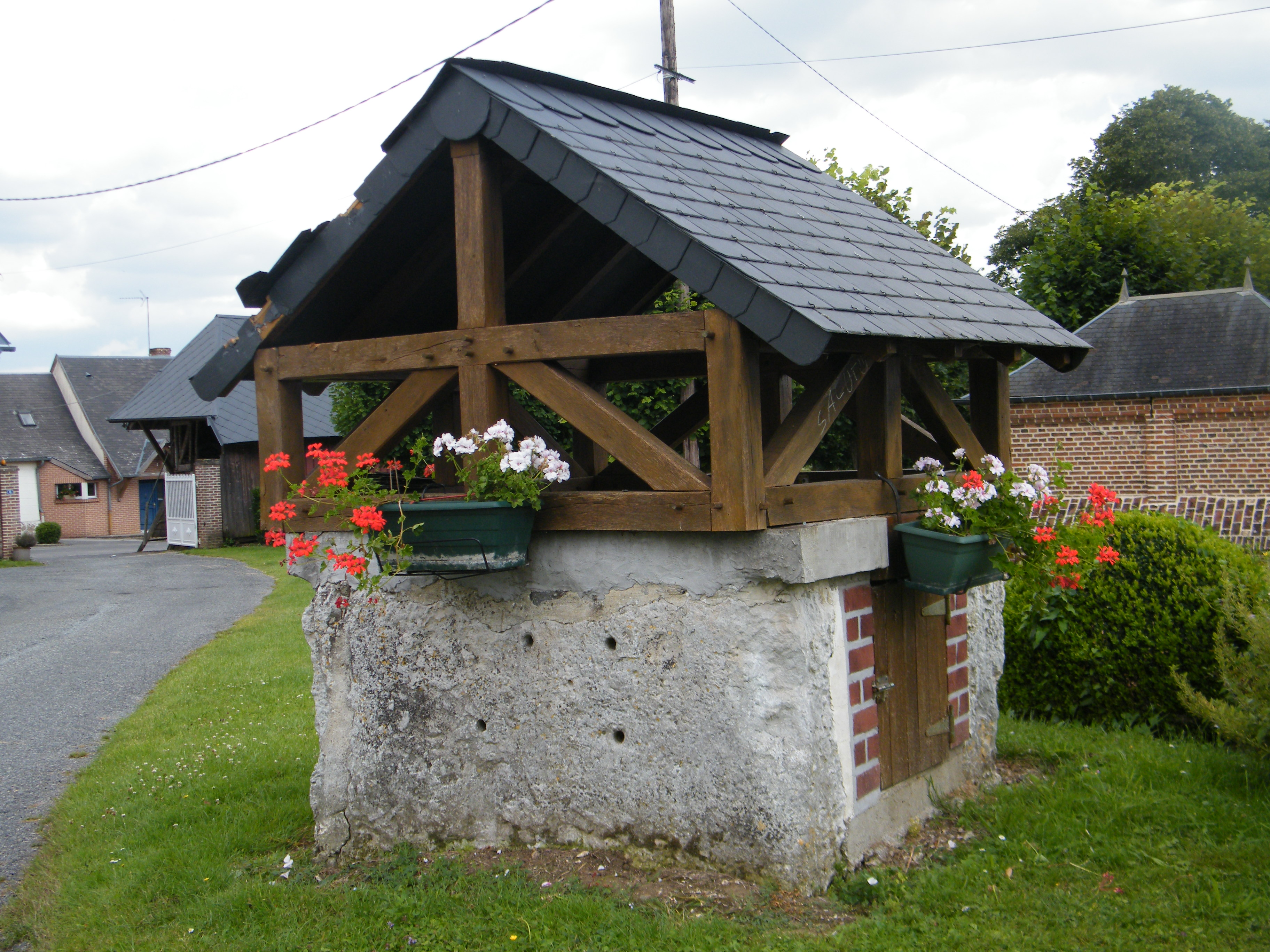

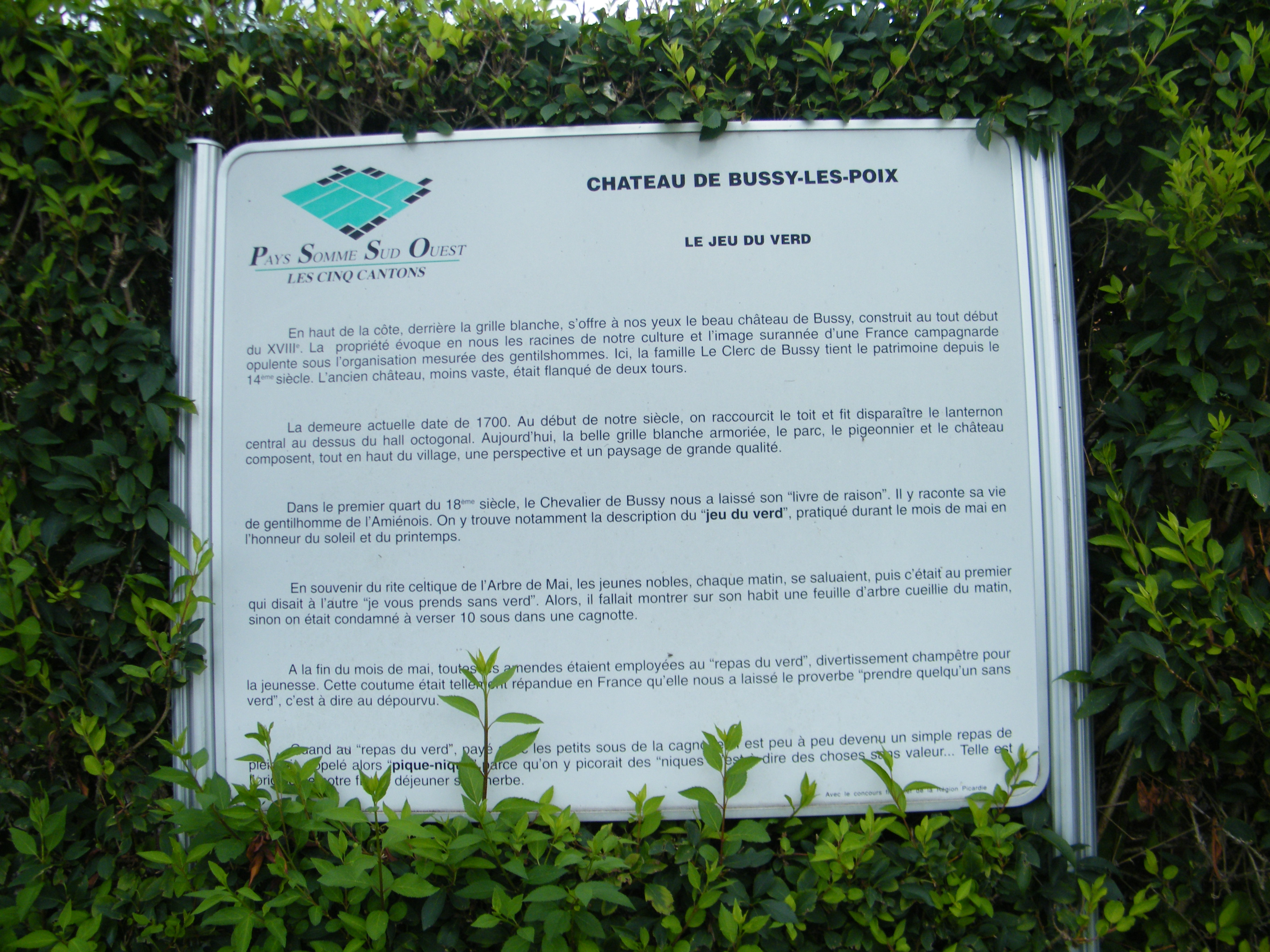

El següent diagrama mostra les poblacions més properes.